# Barnafalva község
Barnafalva község (románul: Comuna Bârna) község Temes megyében, Romániában. Központja Barnafalva, beosztott falvai Borzasfalva, Bottyánfalva, Derenyő, Györösd, Pogányfalva, Szárazány.

## Népessége
A 2011-es népszámlálás adatai alapján a község népessége 1640 fő volt.